# Ренато Кастеллані
Ренато Кастеллані (італ. Renato Castellani; 4 вересня 1913, Фіналі-Лігуре, Лігурія, Італія — 28 грудня 1985, Рим) — італійський кінорежисер і сценарист.

## Біографія
За своє життя поставив 19 повнометражних кінофільмів, міні-серіалів і написав сценарії до сорока. Дебютом Кастеллані-режисера став фільм «Постріл» (1942), поставлений за однойменною повістю О. С. Пушкіна. Стрічка «Два гроші надії» (1952) разом з «Отелло» Орсона Уеллса була удостоєна «Гран-прі» (головного призу) Каннського кінофестивалю; за кінофільм «Ромео і Джульєтта» (1954), екранізацію п'єси Шекспіра, Кастеллані отримав «Золотого лева» — головну нагороду фестивалю у Венеції, а за телевізійний міні-серіал «Життя Леонардо да Вінчі» (1971) — «Золотий глобус» в 1973 році. Також широко відомі фільми Кастеллані «Під сонцем Риму» (1948), «Розбійник» (1961) і «Три ночі кохання» (1964), телевізійний міні-серіал «Життя Джузеппе Верді» («Верді») (1982).

## Фільмографія
- 1942 — Постріл / Un colpo di pistola
- 1952 — Два гроші надії / Due soldi di speranza
- 1959 — Пекло в місті / Nella città l'inferno
- 1963 — Бурхливе море / Mare matto
- 1982 — Верді / Verdi